# Escape from Monster Manor
Escape from Monster Manor, conosciuto in Giappone come Virtual Horror Norowarate Yakata (バーチャルホラー 呪われた館?), è un videogioco sparatutto in prima persona sviluppato da Studio 3DO e pubblicato da Electronic Arts per 3DO Interactive Multiplayer.
Sviluppato da Leo Schwab sulla base di Wolfenstein 3D, Escape from Monster Manor fu realizzato per evidenziare le capacità tecniche del 3DO. Lo stesso Schwab, noto come Bols Ewhac, ha pubblicato una serie di video su YouTube in cui commenta il gioco insieme a un ex dipendente della The 3DO Company.